# 트라이포스

트라이포스의 형상

트라이포스(영어: Triforce, 일본어: トライフォース)는 닌텐도의 비디오 게임 젤다의 전설 시리즈에 등장하는 가상의 성물이자 아이콘이다. 1986년 초대 젤다의 전설에서 처음으로 등장했으며, 링크의 모험, 신들의 트라이포스, 시간의 오카리나, 이상한 나무열매, 바람의 지휘봉, 스카이워드 소드, 신들의 트라이포스 2에서 등장하였다.

## 개요
트라이포스는 하이랄을 창조한 세 명의 황금여신이 창조물들을 위해 남겨둔 성물이다. 트라이포스에 담겨 있는 힘은 창조신들의 본질인 힘, 지혜, 용기를 나타내며, 모든 트라이포스를 보유한 자에게 신과 같은 힘과 어떤 소원이든 이룰 수 있는 전능함을 부여할 수 있다.
또한 세 조각의 트라이포스는 각자 주연 캐릭터인 가논, 젤다, 링크를 상징하며,각 조각은 시리즈 내에서 지속적으로 벌어진 선과 악의 전투에서 각자 힘, 지혜, 용기를 상징하는 인물에게 간다.
젤다의 전설 시리즈 스토리에서 모든 사건의 중심에 있는 물건이며, 그 중요성과 간결하면서 심오해 보이는 외형으로 인해, 트라이포스는 게임에서 널리 인식될 수 있는 상징으로 긍정적인 평가를 받았다.

## 특성
온전한 트라이포스는 트라이포스를 만진 자들의 어떠한 소원이든 이루어주는 전능한 보물이다. 이러한 트라이포스의 무한한 권능을 노린 자들에 의해 하이랄에서는 끊임없는 피와 전쟁의 역사가 반복되었다. 하지만 트라이포스에 소원을 빌기 위한 조건은 매우 까다롭다. 힘과 지혜, 용기를 균형있게 갖추지 못한 자가 트라이포스를 만지면, 한 조각만을 소유하게 되고 나머지 조각은 각자의 특성을 가진 다른 자에게 흩어진다. 그렇기 때문에 시리즈 내에서 트라이포스가 온전히 모여있는 일은 드물고, 보통은 가논, 젤다, 링크가 각자의 고유한 특징에 따른 조각을 소유하게 된다.
시리즈에서 트라이포스는 이야기를 이끄는 중심소재이며, 하이랄의 풍요와 평안을 내리는 물건이다. 또한 세개의 트라이포스 조각은 세 주연을 상징할 뿐만 아니라 게임 내의 도덕적 상징으로도 사용된다. 트라이포스의 삼위일체는 하이랄의 균형을 지키기 때문에 반드시 이뤄야 할 사명으로 나타나며, 힘의 트라이포스는 악의 세력에게, 지혜와 용기의 트라이포스는 선한 세력에게 가서, 악보다 약한 선이 결국에는 악을 이긴다는 구조를 보여준다.
게임 구조에서 트라이포스는 게임플레이의 핵심이기도 하다. 트라이포스를 얻는 것이 동기 부여가 되어 플레이어가 각각의 모험을 완수하기 위한 많은 과제들을 수행하게 만드는 계기가 된다.
트라이포스는 무생물이지만, 제한된 감각과 의사소통 능력을 가지고 있는 것으로 보인다. 신들의 트라이포스와 이상한 나무열매에서 트라이포스의 정령이 링크에게 텔레파시를 보낸다.

## 구성
트라이포스는 세 개의 정삼각형으로 구성된 큰 황금 삼각형이며, 트라이포스를 이루는 세 황금 삼각형 조각 또한 개별적으로 트라이포스라고 부른다.
힘의 트라이포스, 지혜의 트라이포스, 용기의 트라이포스로 구성되어 있다. 각각의 트라이포스는 하이랄을 창조한 세 황금여신이 자신이 온 곳으로 떠나기 전에, 피조물들의 안위와 축복을 위해 남겨둔 유산이다. 힘의 여신 딘이 힘의 트라이포스를, 지혜의 여신 넬이 지혜의 트라이포스를, 용기의 여신 펠이 용기의 트라이포스를 만들었다. 황금여신이 떠난 뒤에는 여신 하일리아가 트라이포스를 지켰다.
기본적으로 세 조각의 트라이포스로 구성되지만, 이 조각들이 여러 조각으로 쪼개져 등장하기도 한다. 초대 젤다의 전설에서 지혜의 트라이포스는 젤다 공주에 의해 8조각으로 나누어졌으며, 바람의 지휘봉에서 용기의 트라이포스가 8조각으로, 지혜의 트라이포스가 2조각으로 흩어졌다. 신들의 트라이포스 2에서는 로우랄의 트라이포스가 쪼개지다 못해 완전히 파괴되기도 했다.
트라이포스가 흩어져 각자의 자격에 맞는 자에게 갔을 때는 소유자의 손등에 트라이포스의 표식이 드러난다.  링크의 모험, 시간의 오카리나, 황혼의 공주에서 가논, 젤다, 링크의 손등에 트라이포스의 표식이 나타났다. 다만 트라이포스를 소유하지 않은 스카이워드 소드의 링크나, 트라이포스를 소유하고 있는 지 확실하지 않은 야생의 숨결의 젤다도 손등에 트라이포스의 표식이 있었다.

### 힘의 트라이포스
힘의 트라이포스는 트라이포스 최상단에 위치하며 대지를 창조한 힘의 여신 딘에 의해 만들어졌다. 상징색은 붉은색이다. 3가지 구성 요소 중 가장 강력한 것이며, 소유자에게 막강한 힘을 부여한다. 일반적으로 가논돌프나 가논 같은 시리즈의 악당이 소유하였다.
전설에 따르면, 그것은 진정한 힘을 가진 자에게 부여되며, 죽음을 막을 정도의 활력을 가지고 있다. 이러한 면모는 황혼의 공주에서 특히 잘 드러나는 데, 가논돌프가 힘의 트라이포스를 손에 넣었을 때, 그는 불사에 가까울 정도로 끈질긴 생명력을 보여주었다. 또한 힘의 트라이포스가 부여하는 힘은 육체적인 힘만을 의미하는 것이 아니어서 시간의 오카리나의 가논돌프에게 순식간에 하이랄 왕국을 장악할 수 있는 권력을 부여하기도 했다.

### 지혜의 트라이포스
지혜의 트라이포스는 용기의 트라이포스와 함께 트라이포스의 하단에 배치되어 있다. 질서와 법칙을 만들어낸 지혜의 여신 넬이 만들었으며, 상징색은 푸른색이다. 소유자에게 필멸자 중 제일 가는 지혜를 부여한다. 일반적으로 젤다 공주가 소유하게 되며, 젤다의 지성과 지혜를 상징한다. 지혜의 트라이포스를 소유한 젤다가 링크와 함께 가논이 트라이포스를 모으는 것을 저지하는 것이 많은 젤다의 전설 스토리의 전개이다.
초대 젤다의 전설에서 지혜의 트라이포스는 줄거리의 핵심인데, 링크가 흩어진 지혜의 트라이포스를 모아 가논을 물리쳐야 하기 때문이다. 지혜의 트라이포스는 젤다가 사용하는 힘의 원천으로 바람의 지휘봉과 황혼의 공주에서 가논돌프를 상대로 사용하는 빛의 화살을 만들 수 있는 능력을 준다. 다만 다른 작품에 따르면, 젤다의 신성한 힘은 하이랄 왕가의 혈통에 있는 하일리아 여신의 봉인의 힘에 의한 것이다.
젤다의 전설 브레스 오브 더 와일드에서는 젤다가 트라이포스를 가지고 있는진 확인이 되지 않았지만 링크의 기억 속에서 손에 트라이포스 문양이 나타나는 걸로 봐서 트라이포스가 있다고 추측하는 사람들이 많다.

### 용기의 트라이포스
용기의 트라이포스는 지혜의 트라이포스 옆에 위치해 있으며 소유자에게 무한한 용기를 부여한다. 생명체를 창조한 용기의 여신 펠에 의해 만들어졌으며, 상징색은 초록색이다. 주로 용사 링크가 소유하게 된다. 링크의 모험에서는 영원한 잠에 빠지는 마법에 걸린 젤다를 구하기 위해 링크가 얻어낸다.
링크가 항상 용기의 트라이포스를 소유한 것은 아니기 때문에 용기의 트라이포스가 어떤 특수능력을 부여하는지 확실하지 않다. 다만 악한 힘에 대한 약간의 방호 능력을 부여한다는 것이 황혼의 공주에서 드러나며, 전투에서 적을 두려워하지 않고, 인내하는 것과 밀접하게 연관되어 있다.

## 등장

### 젤다의 전설 시리즈
트라이포스의 문양은 다양한 젤다 시리즈에서 흔히 볼 수 있는 문양이다. 트라이포스의 문양 그 자체는 하이랄 왕가를 상징하는 문장이며, 트라이포스와 붉은 로프트버드의 무늬를 결합한 문장은 하일리아 민족, 혹은 하이랄 왕국을 상징하는 문장이다. 시간의 오카리나, 마스터 소드, 하일리아의 방패 등 게임 속 다양한 물건에서도 볼 수 있으며, 하이랄의 여러 신전과, 시간의 신전같은 성지에서도 어렵지 않게 찾아 볼 수 있다.

#### 젤다의 전설(1986)
트라이포스는 초대 젤다의 전설에서 처음 소개되었다. 이 게임에서는 오직 힘의 트라이포스와 지혜의 트라이포스만이 등장한다. 게임책자에서는 트라이포스를 "신비한 힘을 가진 황금 삼각형"으로 묘사하며, 가논이 하이랄 왕국을 공격하여 트라이포스를 훔쳤다고 설명한다. 젤다 공주가 지혜의 트라이포스를 여덟 조각으로 쪼개어 숨겨놓자, 링크는 임파에 부탁에 의해 그 조각들을 찾아낸 뒤 합쳐서 가논을 무찌른다.

#### 링크의 모험(1987)
링크의 모험에서 트라이포스는 다시 게임플레이의 주요 목표가 된다. 힘과 지혜의 트라이포스에 이어 용기의 트라이포스가 처음으로 등장했으며, 이후의 시리즈에서 트라이포스의 이미지가 정착됐다.
줄거리는 전작에서 이어지는데, 링크의 16번째 생일이 가까워지면서 손등에 트라이포스의 문양이 떠오는 것부터 이야기가 시작된다. 그 문양을 본 임파는 영원한 잠에 빠져 있는 선대 젤다공주와 그녀에 대한 전설을 말해준다.
그 후에 트라이포스의 비밀이 적혀있는 두루마리를 준다. 두루마리에 따르면 힘, 지혜, 용기의 트라이포스를 합치면 트라이포스가 최대의 힘을 발휘하게 될 것이라고 하며, 오용하면 많은 폐해가 양산될 것이라고 한다.
링크는 던전을 돌파하고 시험을 통과하여 숨겨진 용기의 트라이포스를 되찾는다. 이후 완성된 트라이포스로 젤다공주를 깨우고, 하이랄에 평화를 가져온다.

#### 신들의 트라이포스(1991)
신들의 트라이포스에서는 트라이포스에 대한 상세한 설화가 소개된다. 게임책자에서 나오는 트라이포스 신화에 따르면, 힘과 지혜와 용기의 신이 세상에 내려와 만물을 창조했으며, 그들이 세상을 떠나기 전에, 신들의 본질을 담은 트라이포스라는 황금 삼각형을 남겨두었다.
각각의 트라이포스 조각은 힘의 구축자, 지식의 수호자, 용기의 심판자의 칭호를 수여할 수 있는 힘을 가지고 있다고 설명된다. 전설에서 신들은 트라이포스를 성지에 숨겨 놓았고, 그 위치는 시간이 흐르면서 사라졌지만, 많은 자들이 신성한 황금 삼각형의 힘을 탐했고, 이때문에 수많은 피를 보게 되었다.
게임 내의 줄거리는 권력에 대한 욕망이 전쟁과 유혈사태의 원인이라는 것이 추가로 설명된다. 가논돌프가 이끄는 도적들이 트라이포스를 차지하기 위해 하이랄 왕국을 쳤고, 성지로 통하는 문이 열린다. 가논돌프는 트라이포스를 손에 넣었지만, 성지는 사악한 그에게 영향을 받아 어둠의 세계로 변질되었고, 7인의 현자에 의해 가논돌프와 어둠의 세계는 봉인된다.
오랜 시간이 흐른 뒤 가논의 봉인이 풀리려고 하자, 링크는 가논을 무찌르고 하이랄에 평화를 되찾기 위해 어둠의 세계와 하이랄을 넘나들며 모험하게 된다. 결국 링크는 가논을 무찌르고, 트라이포스를 되찾아 하이랄 왕국을 복구한다.

#### 시간의 오카리나(1998)
시간의 오카리나에서는 신들의 트라이포스의 과거 시점의 가논돌프가 등장하여 트라이포스를 노린다. 신들의 트라이포스 때와 설정에 차이가 있어서, 성지에 트라이포스를 안치한 이는 신이 아닌 빛의 현자 라울임이 드러난다. 그는 트라이포스가 사악한 자들의 손에 들어가는 것을 막기 위해 트라이포스를 성지에 감춰두었으며, 그 입구에 시간의 신전을 세워 봉인했다. 이 봉인은 하이랄 각지의 세 종족에게 맡겨진 정령석을 모아야만 풀 수 있었다.
이후에 링크가 정령석을 모아 성지를 열려고 했으나, 봉인의 열쇠인 마스터 소드가 링크를 7년간의 잠에 빠지게 만든다. 성지와 트라이포스는 무방비하게 노출되었고, 가논돌프는 손쉽게 트라이포스에 도달하게 된다. 그렇지만 가논돌프는 힘, 지혜, 용기의 균형을 갖추지 못했기 때문에 트라이포스는 세 조각으로 나뉘었고, 그는 힘의 트라이포스만을 소유하게 되었다. 나머지 트라이포스는 운명이 선택한 자들이 소유하게 됐다. 트라이포스의 소유자들은 손등에 트라이포스의 문양을 받았다.
- 시간의 용사가 승리한 시간대에서 가논은 링크의 손에 패배하고 일곱 현자의 힘에 의해 세계에서 추방당하지만, 그는 힘의 트라이포스를 여전히 가지고 있었고, 링크와 젤다가 가지고 있던 트라이포스 또한 유지되었다.

- 시간의 용사가 패배한 시간대에서 가논돌프는 링크와 젤다가 가지고 있던 트라이포스까지 빼앗아 트라이포스를 완성한다. 사악한 자의 손에 트라이포스가 들어가자 성지는 타락하여 어둠의 세계가 되었지만, 젤다와 현자들은 간신히 가논을 어둠의 세계로 보낸다. 이후에 트라이포스를 노리는 이들이 어둠의 세계로 가버리자, 이를 막기 위해 봉인전쟁이 벌어졌다.

#### 바람의 지휘봉(2002)
시간의 용사가 승리한 시열대에서 7년후 시열대에 해당하는 바람의 지휘봉에서 트라이포스는 다시 스토리의 핵심으로 등장한다. 지혜의 트라이포스는 하이랄 왕가의 피를 이은 이에게 전해졌고, 링크는 가논돌프를 상대하기 전에 여덟 개로 쪼개진 용기의 트라이포스 조각을 모아야 한다.
하지만 결국 트라이포스를 가논돌프에게 빼았기고, 가논돌프는 탑 꼭대기에 있는 완성된 트라이포스에 소원을 빌려고 한다. 그러나 그가 트라이포스를 만지려고 하기 직전에 붉은 사자왕이 먼저 만진 뒤 예전의 땅 하이랄을 완전히 물로 덮어버리고, 새 시대의 아이들에게 희망을 주기를 소망한다. 트라이포스는 붉은 사자왕의 소원을 이뤄준 뒤 흩어지고, 하이랄과 함께 수몰된다. 이후에 게임은 가논돌프, 링크, 젤다의 마지막 전투로 돌입한다.

#### 황혼의 공주(2006)
황혼의 공주에서 직접적인 등장은 없지만, 핵심 요소로써 작용한다. 게임 초반에 세 명의 주인공들이 각자의 싱징에 해당하는 트라이포스를 손에 쥐고 있는 모습이 그려진다.
중반부에서는 그림자 세계의 종족 트월리의 역사에 대해 설명하면서 트라이포스가 언급된다. 창조신이 남기고 간 유산인 트라이포스를 탐하는 세력이 있었으며, 그들은 강력한 마법을 쓸 수 있었으나, 결국에는 그림자의 세계로 추방당해 트월리 종족이 되었다. 그 이후로 그들은 트라이포스를 탐하는 마음을 버리고 선량한 종족이 되었다.
가논돌프와의 최종전에서 가슴에 검이 박힌 가논돌프는 힘의 트라이포스의 힘을 사용하며 발악하지만, 이내 힘의 트라이포스는 그를 떠나며 사망하게 된다.

#### 스카이워드 소드(2011)
스카이워드 소드에서는 다시 한번 트라이포스의 기원에 대해서 설명되며, 이에 관한 고대의 역사가 나온다. 마물들의 왕 종언자가 무한한 트라이포스의 권능을 탐해서 땅을 갈라 마물들을 일으킨다. 하일리아 여신은 사악한 자에게서 트라이포스를 보호하기 위해 땅에 사는 종족들과 용사와 함께 전쟁을 벌인다.
결국에는 종언자를 봉인했지만 하일리아 여신 또한 큰 상처를 입었고, 종언자의 봉인 또한 언젠가는 풀릴 예정이었다. 하일리아 여신은 신에게 허락되지 않은 트라이포스의 권능을 사용해서 종언자를 없애기 위해 자신의 신격을 버리고 하일리아인으로 환생한다. 그녀는 땅의 일부를 하늘로 올려보내 스카이로프트를 만들었으며, 그곳에 트라이포스를 숨겼다.
먼 미래에 링크는 젤다를 구하고, 종언자를 소멸시키기 위해 여신 하일리아가 남겨놓은 인도에 따라 시험을 통과해 자격을 얻는다. 트라이포스를 얻은 뒤, 링크는 트라이포스에 종언자의 소멸을 빌고, 종언자는 소멸하게 된다.

#### 신들의 트라이포스 2(2013)
신들의 트라이포스 2에서, 트라이포스는 또 다시 스토리의 핵심 요소로 등장한다. 게임에서 링크는 사람들을 그림으로 바꾸는 마법사 유가를 추적한다. 그를 쫓아 링크가 평행세계인 로우랄에 도착했을 때, 그는 힐다 공주를 만난다.
하이랄과 마찬가지로 로우랄에도 트라이포스가 있었다. 그러나 트라이포스를 노린 이들에 의해 전쟁과 분란이 끊이지 않자, 로우랄의 왕족들은 트라이포스를 완전히 파괴한다. 그러나 트라이포스는 세계를 지탱하는 기둥이었기 때문에, 트라이포스가 파괴된 로우랄은 파멸에 이르고 만다. 그래서 힐다공주는 하이랄의 트라이포스를 강탈해 로우랄을 다시 풍요롭게 만들고자 한다.
하지만 유가가 힐다를 배신해서 가논을 부활시킨다. 링크가 가논을 무찌른 뒤에도 힐다는 트라이포스를 손에 넣고자 하지만, 라비오의 설득으로 반성하고, 링크와 젤다를 하이랄로 보낸다. 돌아온 링크와 젤다는 트라이포스에 소원을 빌어 로우랄의 트라이포스를 부활시킨다.

#### 브레스 오브 더 와일드(2017)
브레스 오브 더 와일드에서 트라이포스는 스토리에 개입하지 않는다. 게임의 주요 상대는 고대 기술을 사용하는 재앙가논이기 때문에 신의 유물보다는 고대병기의 힘으로 대적하기 때문이다. 그러나 트라이포스의 상징은 하이랄 성과 시간의 신전을 비롯한 여러 장소에 나타나며, 마수가논과의 전투에서 봉인의 힘을 개방한 젤다의 손에도 트라이포스의 문양이 나타난다.

### 애니메이션
1989년에 제작된 젤다의 전설 애니메이션에서 트라이포스는 도입부에 소개된다. 이 애니메이션에서 가논은 힘의 트라이포스를, 젤다는 지혜의 트라이포스를 소유하고 있다. 용기의 트라이포스는 시리즈에 등장하지 않는다. 기본 줄거리는 가논이 하이랄의 지배자가 되기 위해 두 개의 트라이포스를 모두 장악하려 하고, 링크와 젤다는 이를 저지하는 내용이다.
애니메이션 시리즈 Captaun N: The Game Master의 젤다의 전설 에피소드에서 등장한다. 가논이 패배한 이후의 하이랄 왕국의 이야기를 다루고 있다.

### 기타 미디어
트라이포스는 다른 여러 비디오 게임에도 등장하였다.
- 스매시 브라더스 시리즈에 등장한다. 툰 링크의 필살기 중  트라이포스 슬래시는 왼손에 나타난 트라이포스 문양의 빛을 비춰 적을 스턴시킨 뒤, 마구잡이로 벤다.

- 동물의 숲 시리즈에서 가구 아이템으로 트라이포스가 등장한며, 금전운을 올려주는 가구이다.

- 별의 커비 슈퍼 디럭스의 동굴 대작전 모드에서 커비는 보물을 모으는데, 숨겨진 보물로 등장한다.

- 엇갈림 Mii 광장에서 트라이포스는 착용했을 때 Mii의 나타나며, 플레이어의 잠금 해제 가능한 의상 중 하나이다.

- 닌텐도 랜드에서는 젤다의 전설을 바탕으로 한 미니 게임이 있다. 각 스테이지의 마지막에 있는 트라이포스에 도달하는 것이 게임의 목표이다.

- 소닉 로스트 월드의 젤다의 전설 DLC 스테이지에서 소닉 더 헤지혹이 클리어 했을 때 트라이포스가 나타난다.

- 마리오 카트 8의 젤다의 전설 콜라보 DLC에서 등징한다. 트라이포스 컵이 있으며, DLC에서 추가되는 일부 차량 부품에사도 볼 수 있다.

세가와 남코, 닌텐도가 협력해서 만든 아케이드 기판의 이름도 젤다의 전설의 트라이포스에서 따온 트라이포스이다.

## 트라이포스의 위상
트라이포스가 등장한 이래로, 트라이포스는 젤다의 전설 시리즈를 상징하는 아이콘이 되었다. 스크린랜트의 조쉬 타일러는 "트라이포스는 젤다의 전설의 가장 아이코닉한 무기일 것"이라고 언급했다." 코타쿠의 루크 플런켓은 "젤다의 전설의 핵심에 있는, 작은 세개의 황금 삼각형을 연결해 만든 큰 삼각형, 트라이포스는 비디오게임 역사상 가장 아이코닉한 디자인이다."라고 말했다. 더게이머의 레난 폰테스는 "트라이포스의 존재감은 (젤다 타이틀에서 등장하지 않았을 때도) 커졌다. 이것은 젤다의 전설하면 떠오르는 가장 중요한 이미지로써 널리 퍼졌다."라고 말했다. 더게이머의 시안 마허는 트라이포스가 "가장 흔하고 사랑받으며 세계적으로 인정받는 젤다의 전설의 주제, 상징, 개념"이라고 밝혔다.
트라이포스는 젤다 시리즈 내에서의 중요성과 관련해서도 해석의 대상이 되었다. 루크 커디는 이 세 트라이포스 간의 위계는 중립적이고 평등하다고 상정하면서 "우리는 비록 링크와 젤다의 손에 트라이포스가 있다하더라도, 가논돌프처럼 부정적인 방향으로 용기와 지혜의 트라이포스를 사용하는 것을 본 적은 없다."라며, "그들의 행동은 의무감과 선한 의도에서 온다."라고 말했다. 안토니 빈은 트라이포스를 융 심리학의 자기의 상징이라고 의견을 내었다. 왜냐하면 자기가 자아와 무의식의 만남의 지점이 되는 것처럼 트라이포스가 하이랄(의식적, 필멸적 영역)과 여신들(무의식적, 신적 영역) 사이의 연결고리 역할을 하기 때문이다. 엣지 스태프들은 트라이포스를 젤다 신화 내에서의 중요한 물건일 뿐만 아니라, "게임 사상 가장 유명한 오브젝트"라고 묘사했다.
또한 삼각형은 우리가 세상을 바라보는 다른 모든 삼요소를 포함하고 있습니다. 인간과 짐승 그리고 땅. 흰색과 검은색과 회색. 어쩌면 탄생과 삶과 죽음. 처녀, 어머니, 그리고 노파. 아버지와 어머니와 그리고 아이. 정신과 육체와 영혼. 3원색. 세 번의 기회. 운명의 세여신. 우리는 이 모든 것을 게임에서 볼 수 있는 허구적이지 않은 트라이포스의 모양 자체에서 직관할 수 있습니다. 그리고 링크가 승리감에 자신의 머리 위로 트라이포스를 들어 올리는 것을 보는 것은 여전히 짜릿한 일입니다. 빛나는 세개의 면의 미스터리 — 이해할 수 없지만 의미가 가득합니다.

## 같이 보기
- 링크 (젤다의 전설)
- 젤다 (젤다의 전설)
- 가논돌프
- 하이랄